# 新宿御苑
新宿御苑是日本东京都橫跨新宿區與澀谷區的庭園，面积58.3公顷。该处在江戶時代為内藤家的宅地；其後成為宮内廳管理的庭園，現在則屬環境省管轄的國民公園。

## 庭园历史
新宿御苑今址最初為戰國時代天正十八年（1590年），江戶幕府第一代征夷大將軍德川家康進入江户城时授予家臣内藤清成的住宅土地的一部分。该地块东及四谷、西至代代木，南达千駄谷、北至大久保，当时是扼守江户以西的甲州街道、青梅街道和鎌倉街道的交会点的战略要地。德川家康正是出于军事目的而将其授予可靠的家臣。元祿四年（1691年），内藤家第七代家主内藤清枚成为信州高遠城主，由于宅地的费用远超过了其收入，于是将部分的土地还给了江戶幕府。截至明治五年（1872年），剩余的土地仍然超过33公顷。
明治五年（1872年），日本政府在内藤家上缴的宅地及周边地块共计58.3公顷的基础上，为了振兴日本的现代农业技术而设立了内藤新宿试验场（内藤新宿試験場）。在该试验场开展了大量的果树、蔬菜栽培及养蚕、畜牧等实验，其中包含来自西方的技术及物种。明治七年（1874年)，试验场划归内务省管辖，并新成立了农学研究所。明治十年（1877年），该研究所移设至驹场，后改称驹场农学校，是今天东京大学农学部的前身。
明治十二年（1879年），新政府农业振兴政策的扩展，试验场的一部分设施移设至他处。在该地则成立了由宫内省管辖的新宿植物御苑（新宿植物御苑）。在此期间，庭园中设立了鸭池、养鱼池和动物园，作为日本皇室的皇家用地和农场而运营（动物园在大正十五年（1926年）由皇室赐给了東京府成為上野动物园）。同时，该地仍然继续作为进行果树和蔬菜栽培研究的模范农场，在日本国内首先采用温室技术栽培兰花等花卉，并致力于向日本民间普及由欧美传入的园艺。
明治三十一年（1898年），福羽逸人成为御苑的负责人。明治三十四年（1901年），御苑栽培的3株菊花在巴黎举行的万国博览会上展出，得到了巨大的好评。同时，福羽逸人请求凡尔赛园艺学校的亨利·马丁（Henri Martine）将御苑改造为景观公园。明治三十九年（1906年）5月，新宿御苑在經過4年的改建后完成。明治天皇出席了开苑式暨日俄战争庆祝典礼。虽然当初的设计图在1945年的空袭中被毁，但是根据马丁绘制的鸟瞰图，除了个别建筑外当初建成的庭园基本与目前的形制相同。
最初的新宿御苑作为皇家庭院，并同时向东京提供行道树树枝插条和种子。此外，自大正六年（1917年）和昭和四年（1929年）起，御苑分别成为了观樱会和观菊会的固定场所。此外，在大正年间，在西洋式庭园的基础上还修造了9洞式的高尔夫球场。然而在昭和二十年（1945年）5月，园林的建造在空袭中几乎全毁。战后，庭园曾一度作为东京都立农业科学讲习所的高等科所在地。
昭和二十二年（1947年），日本内阁决定将新宿御苑同皇居外苑、京都御苑一起作为国民公园运营。昭和二十四年（1949年）5月21日，庭园作为「国民公园新宿御苑」正式对公众开放，并于次年移至厚生省管辖。在此之后，随着昭和四十六年（1971年）7月环境厅成立，新宿御苑同其他的国立公园一起移至环境厅管辖。在平成十三年（2001年）1月的中央省厅再编后，管理权移交给环境省至今。

## 组成部分

新宿御苑的平面圖

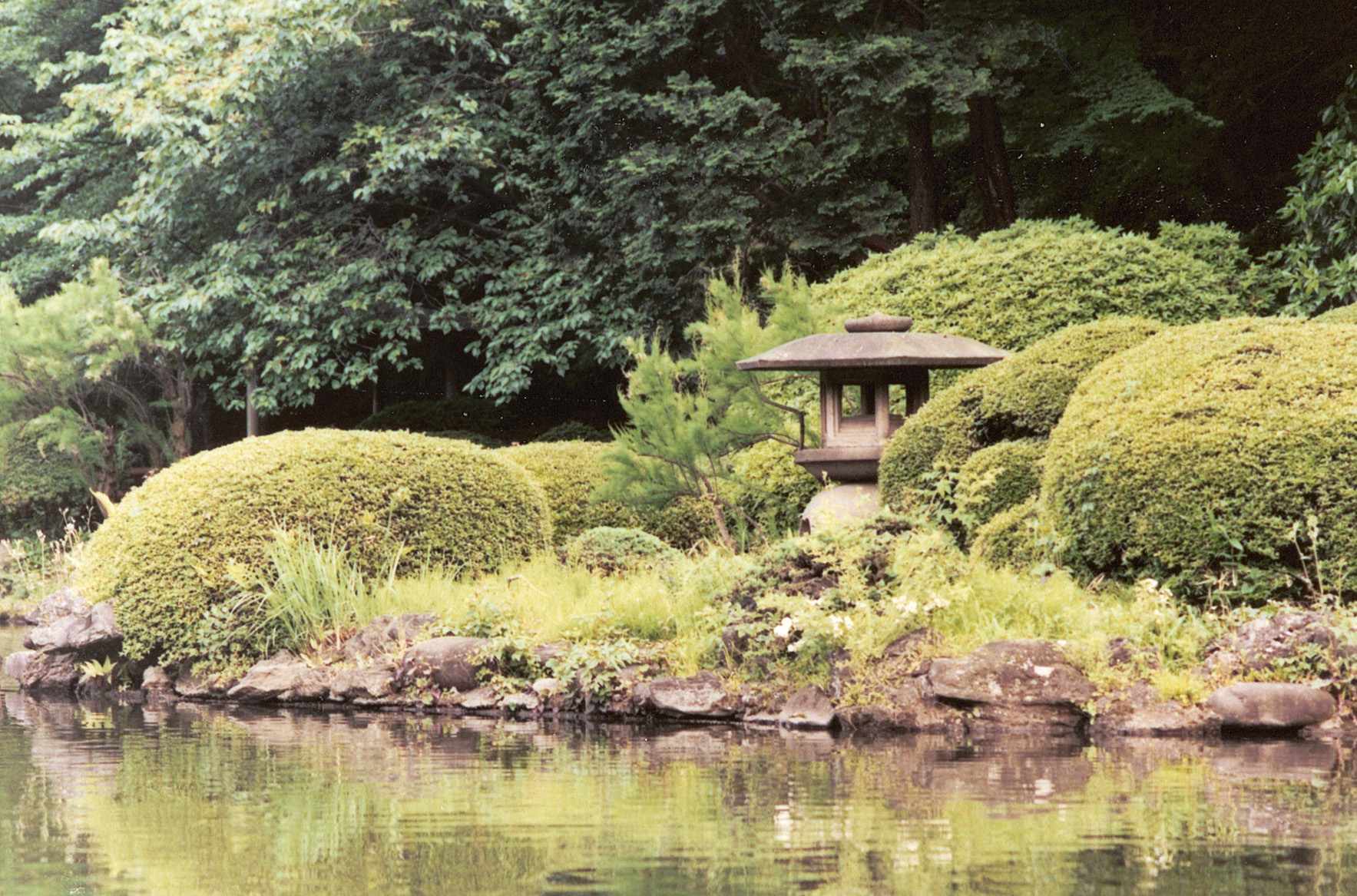
上之池

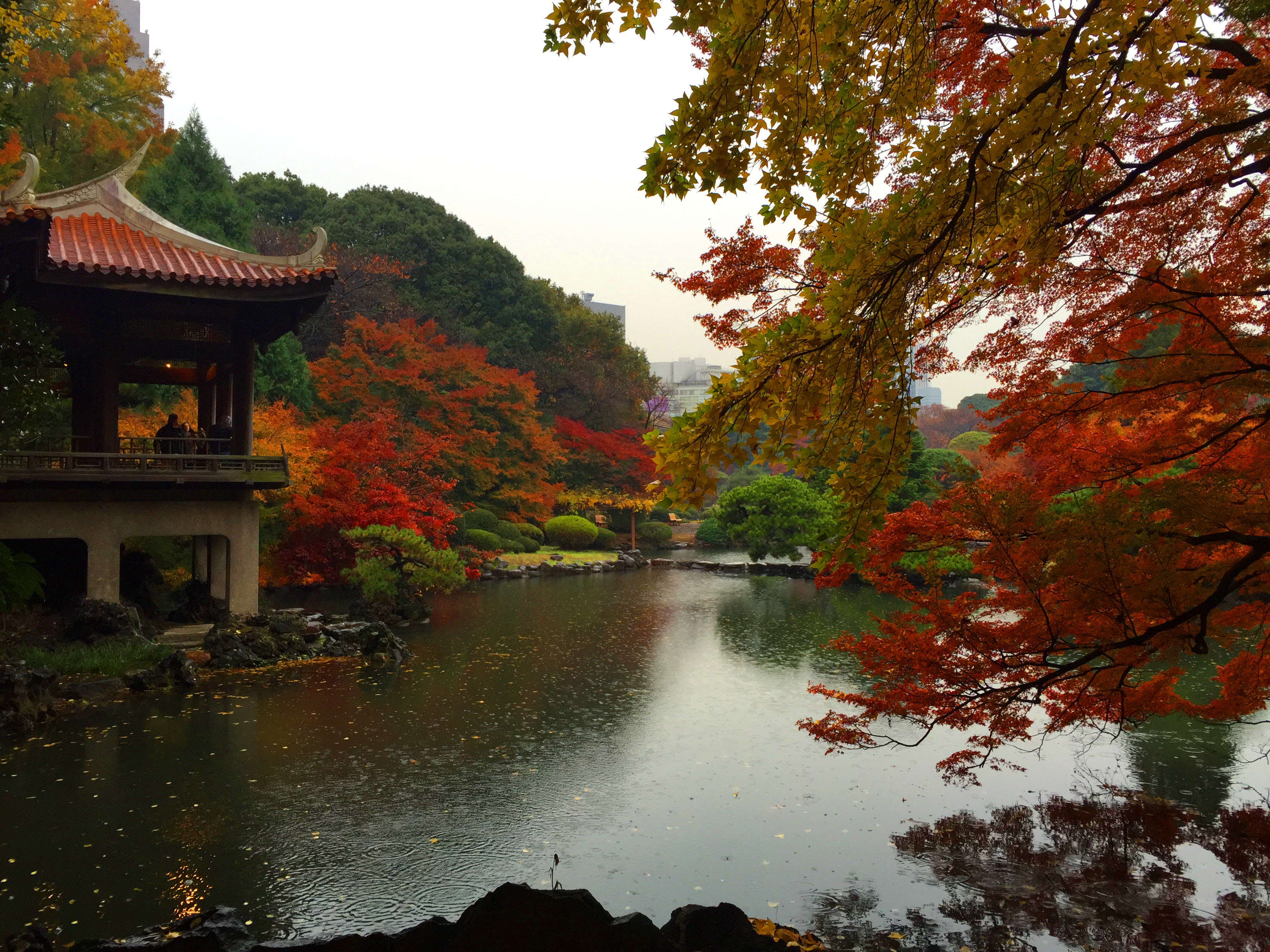
秋景

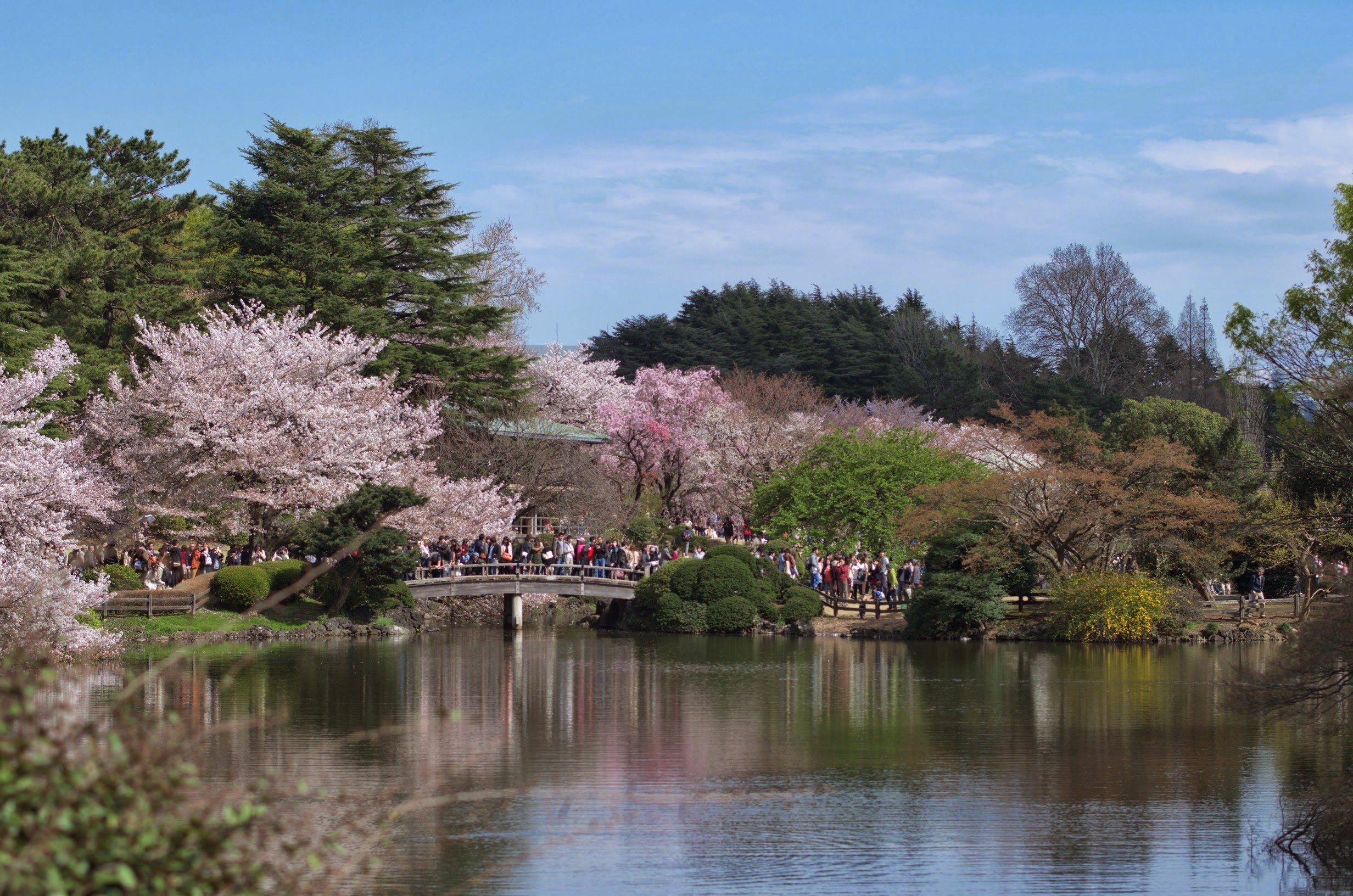
春景

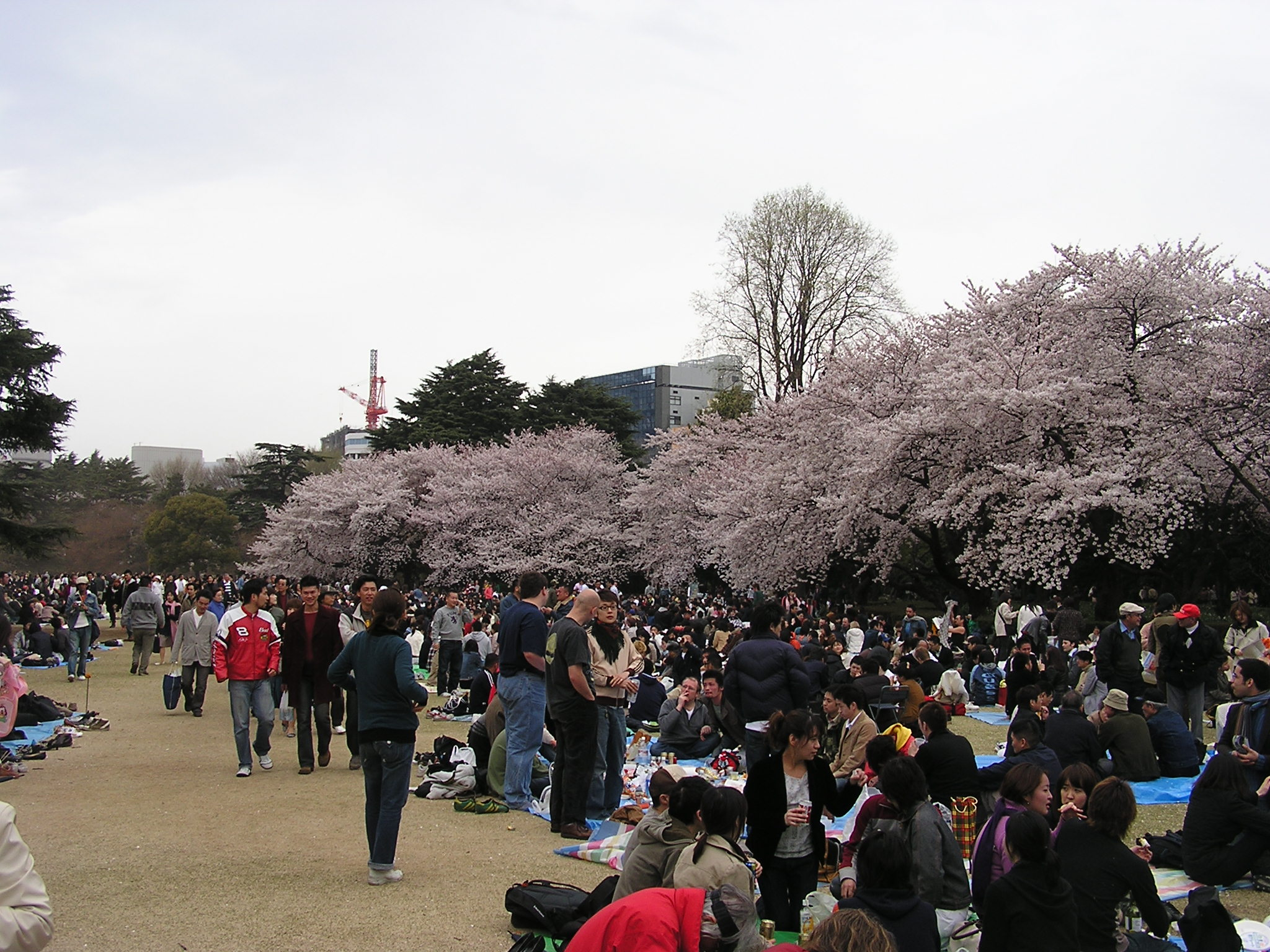
花見

- 出入口：除了闭锁的正门外，御苑有新宿门、大木户门和千駄谷门三处开放的出入口。其中旧新宿门卫所和旧大木户门卫所是昭和时期的建筑物。
- 日本庭园：园林围绕当年内藤家宅地修建的玉藻池展开。园內閩南、台灣風格的旧御用凉亭（旧御涼亭）又称台灣閣，為森山松之助所設計，建於昭和二年（1927年），是當時在台湾的日本人為祝賀昭和天皇成婚所捐贈，目前是东京都选定的历史建筑。[2]
- 英格兰风景式庭园：园内的旧洋楼御用休息处（旧洋館御休所）是明治二十九年（1896年）建造的西洋式木造建筑，平成十三年（2001年）被指定为日本国重要文化财产。[3]
- 温室：苑內的大型温室最初于昭和三十三年（1958年）建成；由于对温室自平成十九年（2007年）5月13日起进行改扩建而关闭，目前计划于平成二十四年（2012年）秋季重新开放。
- 法兰西式整形庭园
- 母子森林

## 周邊車站
- ○丸之內線 – 新宿御苑前站（新宿門・大木戶門）
- ○都營新宿線 – 新宿三丁目站（新宿門）
- JR・京王・小田急線 – 新宿站南口（新宿門）
- 西武新宿線 – 西武新宿站（新宿門）
- ■中央・總武線 – 千駄谷站（千駄谷門）
- ○都營大江戶線 – 國立競技場站（千駄谷門）

## 入園資料
- 入園時間：9:00－16:00（16:30閉園）
- 休園日：毎週一（星期一是祝祭日的情況則改為翌日）與年末年始
- 入園費：大人500日圓，六十五歲以上250日圓，學生（高中以上）250日圓，兒童免費。年票成人兩千日圓，高中生一千日圓。